# Libnotes perrara
Libnotes perrara är en tvåvingeart som först beskrevs av Alexander 1931.  Libnotes perrara ingår i släktet Libnotes och familjen småharkrankar. Inga underarter finns listade i Catalogue of Life.